# Association française de protection des plantes
 (juillet 2014).
L'Association française de protection des plantes (AFPP), est une association interprofessionnelle selon la loi de 1901 qui regroupe en son sein tous les acteurs impliqués dans le secteur de la protection des plantes, prise au sens le plus large. Créée en 1984 sous le nom d'ANPP (association nationale de protection des plantes), elle devient l'AFPP en 2000. Elle inclut toutes les stratégies et tous les moyens mis en œuvre pour défendre les plantes cultivées contre leurs ennemis, et pour entretenir les zones non cultivées dans le respect de la sécurité alimentaire, des applicateurs et de l'environnement.
L'AFPP s'intéresse ainsi à toutes les techniques de production : agriculture traditionnelle ou biologique, lutte chimique, protection intégrée, organismes génétiquement modifiés etc.
Elle compte 700 adhérents individuels et un certain nombre de services du ministère de l'Agriculture, des instituts techniques agricoles et de l’industrie phytosanitaire.
Son président est depuis le 24 mars 2015, Marc Delattre, issu de la coopérative agricole Dijon Céréales. 
L'AFPP devient Vegephyl en 2018 " car le nom de l’association ne reflétait plus ce qu’elle est aujourd’hui : une association pour la santé des végétaux."